# 泰山郡
泰山郡，一作太山郡，中國古郡名。西漢始置，其轄地在今山東省泰安市、萊蕪市及淄博市南部、臨沂市西北部、濟寧市東北部一帶。郡治在博縣（縣治在今泰安市泰山區東），後徙治奉高縣（今泰安市岱岳区范鎮南）。東漢、魏晉仍之。北魏時徙治鉅平縣（縣治在今泰安市岱岳区南）。北齊改泰山郡為東平郡，治博平縣（博縣）。隋初廢。

## 建置沿革

### 西漢
泰山郡，秦朝為濟北郡之地。漢初，泰山郡之地屬齊國支郡濟北郡。漢文帝二年（前178年），分齊國置濟北國。漢武帝元狩元年（前122年），濟北王將其領地內的泰山附近的土地獻給皇帝。武帝以其地置泰山郡，又割濟南郡南部數縣來屬。武帝後元二年（前87年），濟北王劉寬自殺，濟北國除，其地併入泰山郡。漢成帝綏和元年（前8年），泰山郡治奉高縣，屬兗州刺史部，領十七縣、七侯國：奉高縣、博縣、茌縣、盧縣、肥成縣、虵丘縣、剛縣、柴侯國、蓋縣、梁父縣、東平陽縣、南武陽縣、萊蕪縣、鉅平縣、嬴縣、牟縣、蒙陰縣、華縣、寧陽侯國、桑丘侯國、富陽侯國、桃山侯國、桃鄉侯）、式侯國。另有胡毋、五據、有德三個侯國，建置情形無從考證。漢平帝元始二年（2年），有172816戶，726604人。西漢綏和元年，泰山郡領縣如下：
| 縣名             | 縣治所在地                                           | 建置年代           | 王莽改名 | 備註                                                             |
| ---------------- | ---------------------------------------------------- | ------------------ | -------- | ---------------------------------------------------------------- |
| 奉高縣           | 今泰安市岱嶽區范鎮故縣村                             |                    |          | 郡治。有工官。                                                   |
| 博縣             | 今泰安市泰山區邱家店鎮舊縣村博城遺址                 |                    |          | 原名博陽縣。                                                     |
| 茌縣（茬縣）     | 今泰安市岱嶽區夏張鎮北大沙河北                       |                    |          |                                                                  |
| 盧縣             | 今濟南市長清區孝里街道廣里村                         |                    |          | 都尉治所。春秋時齊國之盧邑。原為北安縣，濟北國都城。             |
| 肥成縣           | 今肥城縣老城街道駐地                                 |                    |          | 故肥國。                                                         |
| 虵丘縣（蛇丘縣） | 今泰安市岱嶽區夏張鎮故縣店村                         |                    |          | 故遂國。春秋時魯國在此築“虵淵囿”。                               |
| 剛縣             | 今寧陽縣堽城鎮，一說在東莊鎮東莊村西                 |                    | 柔縣     |                                                                  |
| 柴侯國           | 今泰安市岱嶽區樓德鎮東柴城村柴縣遺址                 | 漢武帝時           |          | 齊孝王子劉代之侯國。                                             |
| 蓋縣             | 今沂源縣中莊鎮盖冶村                                 | 漢景帝時           |          | 原齊國之蓋邑。                                                   |
| 梁父縣           | 羊祜城，在今泰安市岱嶽區良莊鎮梁父城遺址             |                    |          |                                                                  |
| 東平陽縣         | 今新泰市城區                                         |                    |          | 河東郡有平陽，故加“東”字曰東平陽。西晉初改名新泰縣。             |
| 南武陽縣         | 今平邑縣仲村鎮北昌樂村、南昌樂村一帶                 |                    | 桓宣縣   | 東郡有東武陽，故此名南武陽。今存南武陽縣吏皇聖卿闕、功曹闕三通。 |
| 萊蕪縣（來無縣） | 今淄博市淄川區太河镇萊蕪故城遺址                     |                    |          |                                                                  |
| 鉅平縣           | 詳址無考，當在今泰安市岱嶽區南部，一說在大汶口鎮一帶 |                    |          |                                                                  |
| 嬴縣             | 今萊蕪市萊城區城子縣村嬴城遗址                       |                    |          | 嬴姓發源地。有鐵官。                                             |
| 牟縣             | 今萊蕪市鋼城區辛莊鎮趙家泉村北牟國故城遗址           |                    |          | 故牟國。                                                         |
| 蒙陰縣           | 今蒙陰縣聯城鎮城子村                                 |                    | 蒙恩縣   |                                                                  |
| 華縣             | 今費縣方城鎮古城村東南                               |                    | 翼陰縣   |                                                                  |
| 寧陽侯國         | 今寧陽縣泗店镇古城村                                 | 漢武帝時           | 寧順     | 魯恭王子劉恬（寧陽節侯）之侯國。                                 |
| 桑丘侯國（乘丘） | 今濟寧市兗州區顏店鎮故縣村                           | 鴻嘉元年（前20年） |          | 東平思王子劉頃之侯國。                                           |
| 富陽侯國         | 今東平縣東                                           | 漢成帝時           |          | 東平思王子劉萌之侯國。                                           |
| 桃山侯國         | 今寧陽縣葛石鎮石碣集村南                             | 漢成帝時           | 褒魯     | 城陽孝王子（劉欽）之侯國。                                       |
| 桃鄉侯國         | 今汶上縣軍屯鄉北陶村、南陶村一帶                     | 漢成帝時           | 鄣亭     | 東平思王子劉宣之侯國。                                           |
| 式侯國           | 詳址無考，當在今濟寧市境內                           |                    |          | 城陽荒王子劉憲（式節侯）之侯國。                                 |

### 東漢
東漢初，泰山郡為張步所據。漢光武帝建武五年（29年），張步降漢。因人口減少，省併泰山郡之八縣（侯國）：肥成縣併入盧、虵丘二縣，柴侯國併入博縣，桃山侯國併入剛縣，桃鄉侯國併入無鹽縣，東平陽縣併入南城縣；省蒙陰縣、桑丘侯國、富陽侯國、式侯國。
漢明帝永平二年（59年），華縣、蓋縣、南武陽縣與東萊郡之昌陽、盧鄉、東牟改屬琅邪郡。章帝建初五年（80年），琅邪王劉京遣人祭祀城陽景王劉章祠廟時，卜知“宮中多不便利”，乃上書朝廷請求以琅邪郡之華、蓋、南武陽、贛榆等縣換取東海郡之開陽縣、臨沂縣，並將琅邪王宮由莒縣遷往於開陽，章帝允之。於是蓋縣、華縣、南武陽縣由琅邪郡復歸泰山郡。後割東海郡之南城縣、費縣屬泰山郡，省華縣。和帝永元二年（90年）封皇弟劉壽為濟北王，復置濟北國，分泰山郡之盧縣、虵丘縣、剛縣三縣屬之。漢安帝時（約120年前後），寧陽縣改屬東平國。漢順帝永和五年（140年），泰山郡有8929戶、437317人，領十二縣：
- 奉高縣
- 博縣
- 梁甫縣（梁父縣）
- 鉅平縣
- 嬴縣
- 茌縣
- 萊蕪縣
- 蓋縣
- 南武陽縣
- 南城縣，縣治在今平邑縣郑城镇南武城故城遗址
- 費縣，縣治在今費縣上冶鎮古城村
- 牟縣

東漢後期，復置華縣。曾設置泰山都尉（155年－165年）一職。漢末，曹操復置西漢時之蒙陰縣，割蒙陰與齊國臨朐等縣置東莞郡。漢獻帝建安初年，一度析泰山郡之五縣置嬴郡，以糜竺為嬴郡太守。至建安末年，泰山郡領奉高、博、梁甫、鉅平、嬴、山茌、萊蕪、蓋、南武陽、南城、費、牟、華，共十三縣。

### 魏晉南北朝
三國時，魏改茌縣為山茌縣。西晉太康年間，泰安郡領奉高縣、博縣、嬴縣、南城縣、梁父縣、山茌縣、新泰縣、南武陽縣、萊蕪縣、牟縣、鉅平縣，共十一縣。北魏時，泰山郡屬兗州，改博縣為博平縣，郡治由博平縣徙鉅平縣。嬴縣由漢時嬴縣故地（在今萊蕪市萊城區西）遷至已廢棄的漢代萊蕪縣城（今淄博市淄川區太河鎮南）。《魏書》地形志載：泰山郡領鉅平、奉高、博平、嬴、牟、梁父，共六縣。北齊時，廢鉅平縣、牟縣，其地併入博平縣。郡治博平縣。又廢東平郡，以東平郡須昌縣及原東陽平郡之樂平、平原二縣屬泰山郡。天保年間，改泰山郡為東平郡，領奉高、博平、嬴、梁父、須昌、樂平、平原，共七縣。新改名之東平郡仍治博平。隋開皇初，廢東平郡。

## 歷任泰山太守
- 杜密，字周甫，潁川陽城人，東漢時泰山太守。
- 李固，字子堅，漢中城固人，東漢中期泰山太守。
- 皇甫規，字威明，安定朝那人，東漢後期泰山太守。
- 應劭，汝南南頓人，應奉之子，靈帝、獻帝時為泰山太守。
- 涼茂，字伯方，山陽昌邑人，曹操所任泰山太守。
- 薛悌，字孝威，東郡人，歷任兗州從事、泰山太守、尚書令、中護軍督軍，官至尚書，受爵關內侯。
- 呂虔，字子恪，任城人，歷任泰山太守、騎都尉、裨將軍，威虜將軍，封萬年亭侯。
- 諸葛緒，琅邪陽都人，曾在泰山太守任上與毌丘儉交戰。
- 唐台，丹阳郡丹阳人，曹魏]兖州泰山太守，魏晋上庸县侯、雍州刺史唐彬之父[7]

### 屬吏
- 諸葛珪，字君貢，曾任泰山郡丞。諸葛瑾、諸葛亮之父。
- 孔宙，魯郡魯人，泰山都尉，孔子十九代孫，孔融之父。
- 高堂隆，字昇平，泰山東平陽人，高堂生之後。泰山太守薛悌擢為督郵。